# 빅토르 라슙킨
빅토르 이바노비치 라슙킨(러시아어: Ви́ктор Ива́нович Ращу́пкин, 1950년 10월 10일 ~ )은 전 소련의 원반던지기 선수이다.
카멘스크우랄스키에서 태어난 라슙킨은 15세 때에 달리기와 원반던지기를 시작하여 코치 없이 자신 경력의 대부분을 훈련하였으나, 자신이 1978년 국내 선수권에서 2위를 하여 첫 메달을 딸 때 국가 대표팀으로 들어갈 수 있었다.
1980년 모스크바 올림픽에 나가 66.64m를 던져 금메달 획득에 성공하였다.
그 후에 스포츠에서 은퇴하고, 상트페테르부르크에서 육상 코치로 일하였다.